# 캐슬 브라보

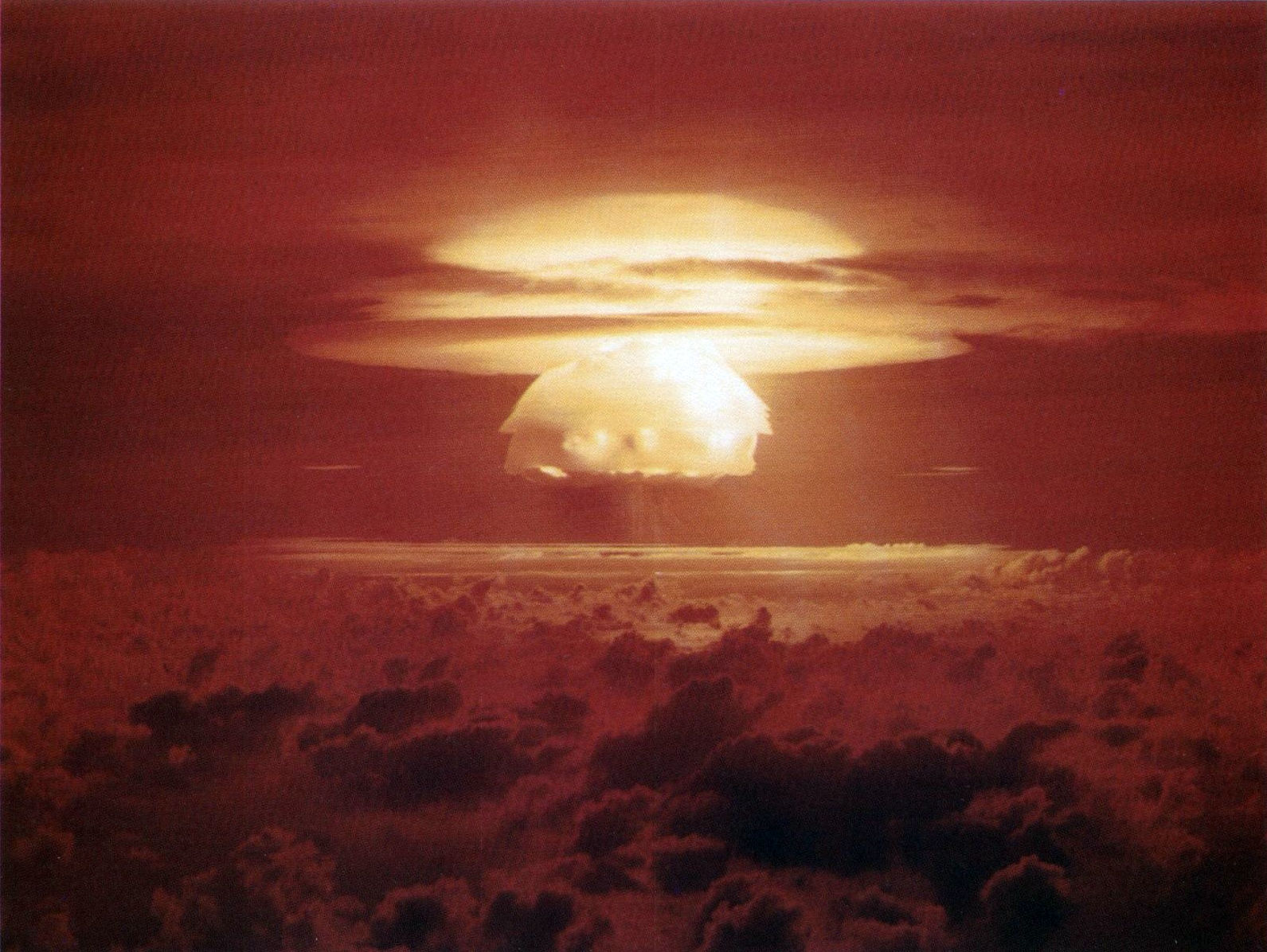
캐슬 브라보 실험의 버섯 구름

캐슬 브라보(Castle Bravo)는 1954년 3월 1일 캐슬작전(Operation Castle)의 일부로 비키니 환초에서 이뤄진 미국 최초의 건식 수소폭탄 실험의 암호명이다. 캐슬 브라보는 역대 미국이 폭발시킨 핵무기 중 가장 강력한 위력을 가진 핵무기로, TNT 환산상으로 15메가톤의 핵출력을 기록하였다. 이는 당초 예상한 4-8메가톤의 핵출력을 훨씬 상회하는 것으로, 미국 역사상 최악의 방사능 오염을 초래하였다. 캐슬 브라보는 캐슬 시리즈의 첫 폭탄으로, SHRIMP를 바탕으로 만들어진 폭탄이다.

## 같이 보기
- 비키니 핵 실험